# Burkhard von Nellenburg

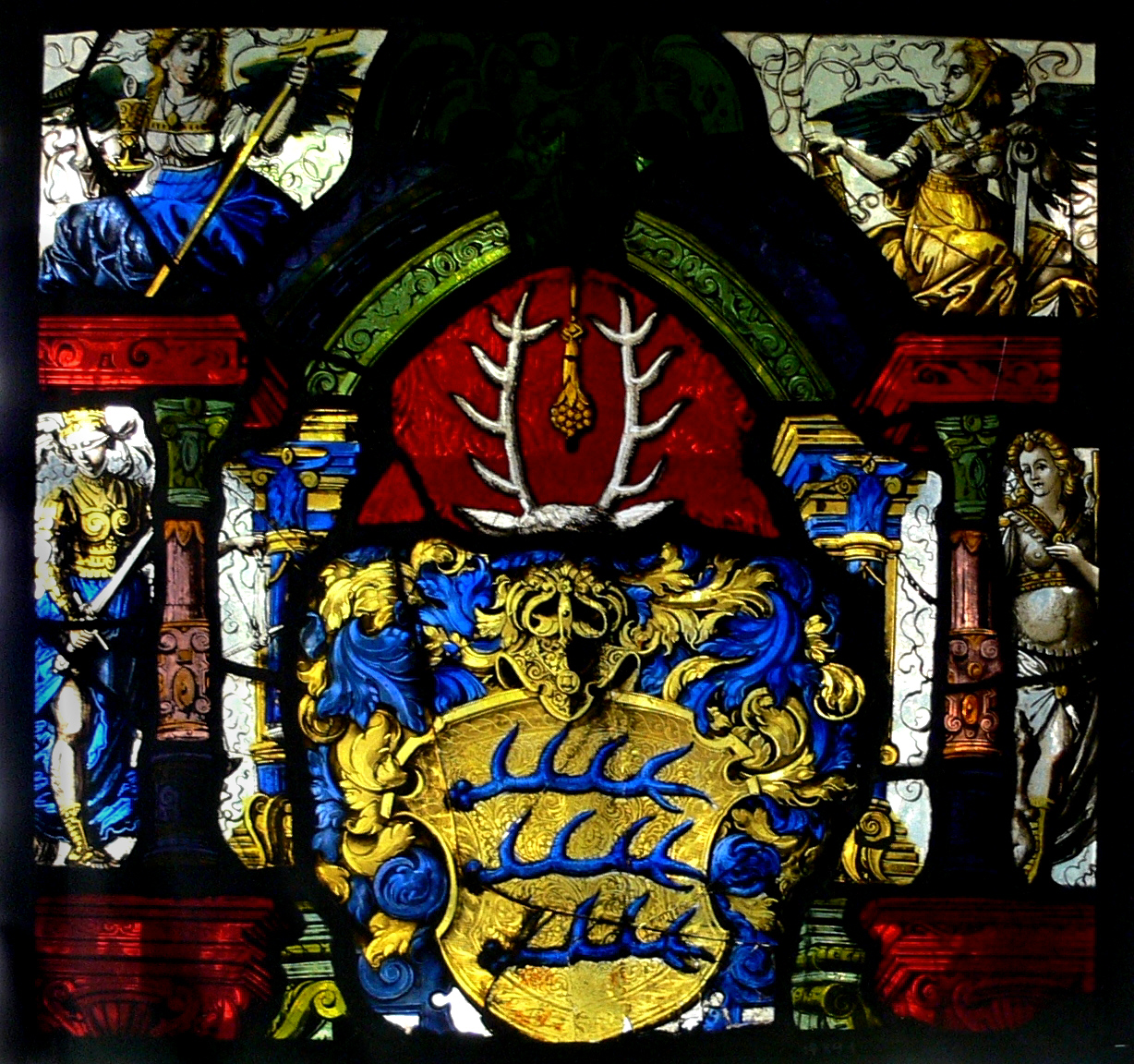
Nellenburger Wappenscheibe im Museum zu Allerheiligen

Burkhard von Nellenburg (* um 1053; † 21. Januar 1101 im Kloster Allerheiligen in Schaffhausen) war Graf von Nellenburg und Reformer des Klosters Allerheiligen.

## Überlieferung
Grundlegende Quelle zum Leben und Wirken Graf Burkhards ist das im 15. Jahrhundert aufgrund von zeitgenössischen Handschriften im 12. Jahrhundert verfasste Schaffhauser Stifterbuch.

## Leben
Burkhard war Sohn und Erbe des 1078 verstorbenen Grafen Eberhard VI. von Nellenburg und seiner Frau Ita, den Gründern des Klosters Allerheiligen 1049 in Schaffhausen.
Burkhard heiratete „Hadwig, aus Sachsen stammend, die Ehe blieb kinderlos.“ Das Datum der Hochzeit ist unbekannt.

### Erbe Graf Eberhards
„Er erbte nicht nur allein seine Burg und seine Besitzungen, sondern er beerbte seinen lieben Vater auch an allen Tugenden, die ein Herr Gott und der Welt gegenüber zeigen soll.“ (Stifterbuch, [Kap. 36], S. 65 f.).
Nach Stifterbuch [Kap. 20 und 21] begleitete der junge Burkhard seinen Vater auf seiner zweiten Romreise, die Eberhard unternahm, um „mit dem Papst Alexander seine Geschäfte“ zu erledigen. Dabei erwirkte der Graf „das Privileg Alexanders II. für Allerheiligen. Diese Reise ist vor 1073, wahrscheinlich vor 1070 anzusetzen.“
Die erste Erwähnung Burkhards als Graf in der Nachfolge Eberhards stammt aus einer Urkunde 1077 im Zusammenhang der Stiftung des Klosters Beuron.

### Ausbau der Süd-Nord-Verbindung
Als erste weltliche Amtshandlung Burkhards ist 1078 der Ausbau von Grafenhausen im Schwarzwald anzusehen, den sein Vater Eberhard noch geplant und wohl auch begonnen hatte, sodass er verschiedentlich auch als Gründer benannt ist. Eberhard hatte sich jedoch schon 1072 ins Kloster Allerheiligen zurückgezogen und starb 1078.
Hintergrund
Nach den Ungarneinfällen im 10. Jahrhundert, deren Reiterheere 917 bis 954 auf der Durchzugsroute entlang Bodensee und Hochrhein die Landschaften verwüsteten und die Bevölkerung abschlachtete, lag Mitteleuropa trotz der Vernichtung der Invasoren durch König Otto den Großen 955 in der Schlacht auf dem Lechfeld noch jahrzehntelang in weiten Teilen Europas in Agonie – erst im beginnenden 11. Jahrhundert liegen zur Regionalgeschichte auch wieder Urkunden vor. Dann jedoch begann eine Erneuerung und Aufbruchszeit auf allen Ebenen, insbesondere in der Wirtschaft, in Produktion und Handel, Technik und Kultur. Der Burgenbau hatte schon gegen die Ungarn begonnen und wurde vom Adel allgemein fortgesetzt, doch nun entwickelten sich auch städtische Zentren mit einem aktiven Bürgertum und ein verbessertes Verkehrswesen.
Ausbau einer Handelsroute durch Graf Eberhard
Die Münzprägung wurde über als königlich oder kaiserliches Privileg an die nun auch größeren Adelshäuser vergeben und der Nellenburger Graf Eberhard erhielt das Münzrecht 1045 für Schaffhausen und 1059 für Kirchheim unter Teck im Neckargau durch kaiserliche Gunst – zwei prosperierende Städte, die er mit dem Ausbau einer sie verbindenden Handelsroute durch den Schwarzwald ausstattete. An einer West-Ost-Schnittstelle traf er jedoch auf die Äbte des bereits mächtigen Klosters St. Blasien, vor deren Zugriff er seine Route durch den Ausbau einer Siedlung absicherte, die er Grafenhausen nannte.

„Das entscheidende Motiv dieser Siedlungspolitik mag weniger der dringende Bedarf an Neuland gewesen sein als der Umstand, daß man dem Kloster St. Blasien, das sich aus einer einfachen Zelle am Ufer der Alb im Laufe von zwei Jahrhunderten zu einem erheblichen Machtfaktor entwickelt hatte, nicht kampflos das Terrain überlassen wollte. Wegen der tief eingeschnittenen, ja schluchtartigen Täler von Steina, Schlücht, Mettma und Schwarza, die sich im Mittel- und Unterlauf als äußerst verkehrsfeindlich erwiesen, stieß man von Schaffhausen her in den Schwarzwald so weit nördlich vor, daß man die Flüsse im Oberlauf queren konnte, wo es unkomplizierter war. Zur Sicherung des Steina-Übergangs, von wo die Straße das Erlenbachtal hinaufführte entstand die Burg Roggenbach. Daraufhin erbauten die Zähringer als gegnerische Partei der Nellenburger nicht weit davon die Burg Steinegg.“

Diese (Wirtschafts-)Politik setzte auch Burkhard fort. Artur Riesterer bezeichnete „die Gründung des Benediktinerklosters in Grafenhausen, abhängig von Allerheiligen, als Vorposten gegen das bedeutende St. Blasien mit einer Außenstelle in Berau.“
„Die Schenkung des Gutes Schluchsee [kurz vor 1080] an Allerheiligen zog einen jahrhundertelangen Streit zwischen Sankt Blasien und dem Kloster Allerheiligen nach sich. Grafenhausen […] wurde von Papst Urban II. am 8. Oktober 1095 als Besitztum von Allerheiligen bestätigt.“
Thomas Zotz, der spätere Besitzverhältnisse um Kirchheim beschreibt und „die Burg Teck [.. nennt], unweit der Limburg auf einem Höhensporn des Albtraufs gelegen“ nennt, teilt in diesem Zusammenhang mit: „Burkhard von Nellenburg; dieser wird neuerdings als Erbauer der Burg angesehen.“

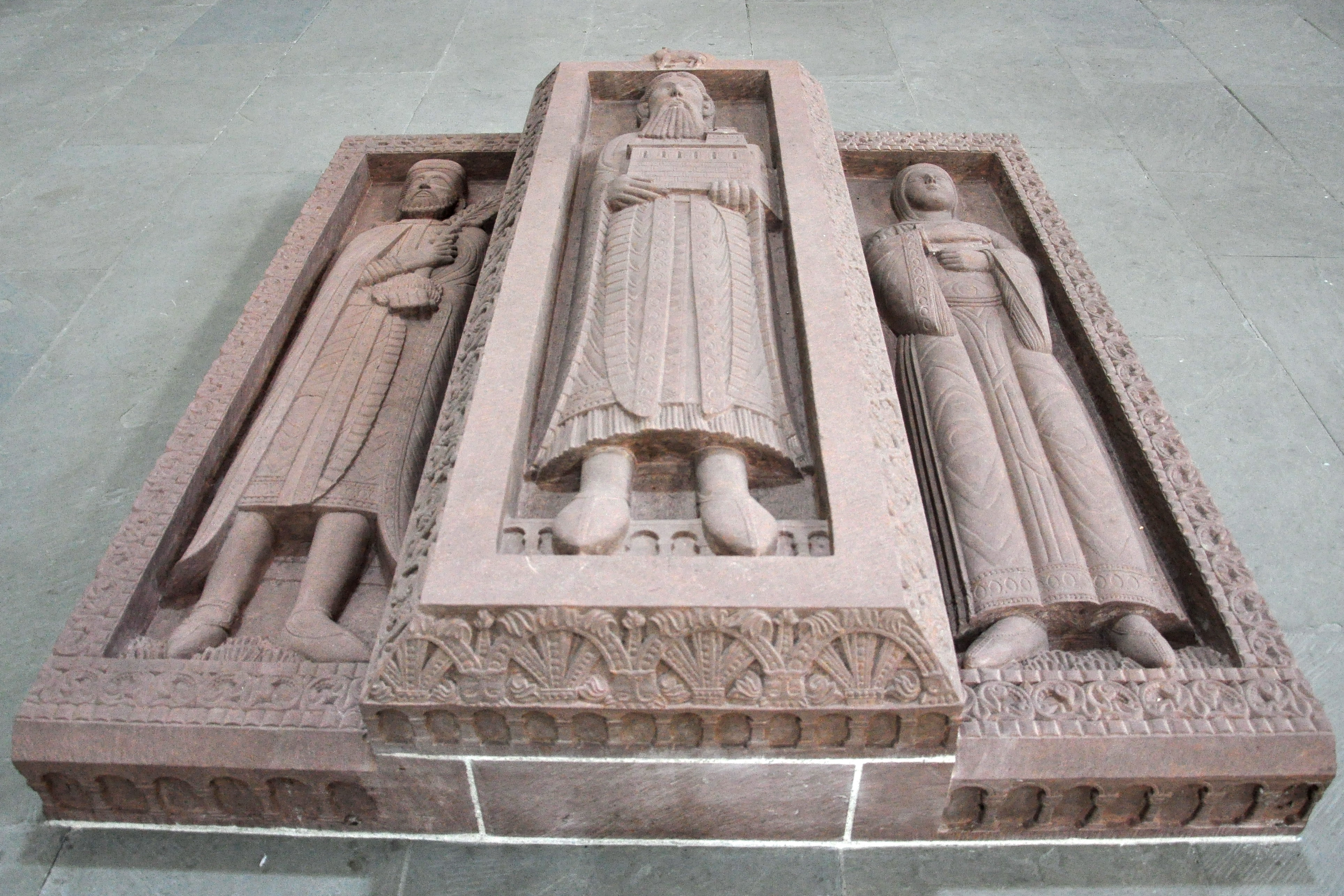
Rekonstruktion der Grablege der Nellenburger im Kloster Allerheiligen: In der Mitte Graf Eberhard als Gründer und Stifter des Klosters mit dem Kirchenmodell im Arm, rechts seine Gemahlin, Gräfin Ita († nach 1105), links ihr Sohn Burkhard († 1101/02) mit Bäumchen oder Halm mit Wurzelballen (festuca) in den Händen, welches die Schenkung symbolisiert

## Neuorganisation Kloster Allerheiligen
Als zweite bedeutende Amtshandlung ist 1079 überliefert, dass Burkhardt das Kloster „prüfend betrachtet hatte“ und es „dünkte ihn und seine Ratgeber, daß sowohl der Abt als auch die Mönche in geistlicher und weltlicher Hinsicht nicht so zuverlässig wären, als es notwendig gewesen wäre.“ (Stifterbuch, [Kap. 37], S. 66).
Heinz Gallmann interpretiert, dass in den Augen Burkhards „die Beschäftigung des Klosters mit dem weltlichen Gemeinwesen […] zwangsläufig zu einer gewissen Verweltlichung (führte)“ und so wählte er nun einen Weg, „auf dem eine deutliche Grenze gezogen war zwischen geistlicher und weltlicher Tätigkeit und Ausstrahlung, wobei der geistliche Anspruch dem weltlichen übergeordnet war.“

### Berufung Wilhelms von Hirsau
Burkhard berief nach dieser Inspektion den Abt Wilhelm von Hirsau zur Reform des Klosters Allerheiligen. Dabei verzichtete er auf die Eigenklosterrechte. Dadurch erlangte das Kloster eine eigene Rechtspersönlichkeit, die verstärkt wurde durch Schenkungen zur wirtschaftlichen Ausstattung. Auch standen somit Abt und Konvent die freie Wahl des Vogtes zu.
Die Berufung von Wilhelm, dessen Kloster Hirsau sich eng zu Papst Gregor VII. (1073–1088) bekannte, war ein riskanter Schritt, denn mittlerweile war der Konflikt zwischen Kaiser Heinrich IV. und dem Papst, in dem es um das Recht zur Einsetzung der höchsten kirchlichen Würdenträger ging – im Investiturstreit – auch militärisch entbrannt. Es war abzusehen, dass Burkhard die weitere Gegnerschaft des Kaisers provozierte, da nun „das Schaffhauser Kloster zusammen mit Hirsau zu den führenden Klöstern der gregorianischen Partei in Deutschland (zählte).“
Siehe auch: Bodensee-Hochrhein-Region im Investiturstreit
Burkhard folgte seinem Vater Graf Eberhard in die conversio vom Kaiser zum Papst und bestätigte durch den direkten Anschluss an die Reformbewegung dessen Entscheidung. Heinrich IV. hatte noch als König bereits Eberhard die Güter im Elsaß und ein Lehen in Kreuznach entzogen. Und „1078 ging seiner Familie auch die Grafschaft im Zürichgau verloren.“ Burkhard verblieb jedoch ausreichend Vermögen, um das Kloster Allerheiligen „durch seine Schenkungen […] auf neuer Basis“ auszubauen.
Hintergrund

„In starkem Masse beeinflußt war diese Reformbewegung von der Cluniazenser Reform. Die Grundtendenzen der Hirsauer Reform sind darin zu sehen, daß die ursprüngliche Form des Mönchstums als Maßstab monastischen Lebens gelten und das Kloster ein hohes Maß an Unabhängigkeit erreichen sollte. Beide Tendenzen trafen sich in einer radikalen Form der Weltentsagung, einer Abkehr (conversio) von der Welt als dem Herrschaftsbereich feindlicher Mächte. Die Rückkehr in den Urzustand paradiesischen Friedens sollte ermöglicht werden durch die Abkehr von der Welt und die Konzentration auf die benediktinische Regel, also durch Weltverachtung, Gehorsam, Leben in der Klausur, Stillschweigen und immerwährendes Gebet.“

Das Streben nach Unabhängigkeit in dieser Haltung kam in der zweiten Hälfte des 11. Jahrhunderts auch vielen Adligen entgegen, denn erforderlich zur Umsetzung des Ideals war die materielle Unterstützung der Klöster oder die Neugründung durch Adlige. Die Nellenburger Grafen Eberhard und Burkhard versuchten, das Ideal mit ihrem Kloster Allerheiligen zu organisieren und setzten es zumindest in ihren letzten Lebensjahren durch den Eintritt ins Kloster auch für sich um.

### Äbte Allerheiligens
Wilhelm, Abt von Hirsau, stand dem Schaffhauser Kloster 1080 bis 1082 vor. Er traf mit zwölf Mönchen aus Hirsau ein, überließ jedoch schon bald einem der Zwölf die Leitung des Klosters: „Unter Abt Siegfried (1082–1096) entwickelte sich in Schaffhausen eine lebenskräftige Klostergemeinschaft. Die wirtschaftliche Kraft des Klosters wurde gestärkt.“ Siegfried sorgte auch durch Kauf für Ergänzung des Besitzes. Während seiner Regierungszeit entwickelten sich die Filialen Grafenhausen St. Fides, Sankt Agnes – als gemeinsame Stiftung mit Graf Burkhardt – und die Propstei Wagenhausen 1083 in einem Tauschgeschäft.

## Investiturstreit
Siehe auch: Investiturstreit (Schaffhauser Stifterbuch)
Der Machtkampf zwischen dem deutschen Kaiser und dem römischen Papst in der zweiten Hälfte des 11. Jahrhunderts – der Investiturstreit – und hatte starke Auswirkungen auf die Region Bodensee–Nordschweiz–Schwarzwald, da sie reich und uralte Klosterlandschaft war, Zentrum von Verkehrsverbindungen und Stationen für Reisende und auch königlich-kaiserliche Heereszüge vor der Alpenüberquerung bot. Desolate Verhältnisse um das Papsttum bot den weltlichen Herrschern des Heiligen Römischen Reichs Möglichkeiten zum Eingreifen und sie eigneten sich auch die Rechte zur Einsetzung von Äbten und Bischöfen in ihrem Herrschaftsbereich an. Doch mit Papst Gregor VII. (1073–1088), der eine Reformbewegung in Kirche und Klöstern einleitete, erwuchs den Kaisern ein starker Gegner. Die Auseinandersetzungen spalteten Adel und Bevölkerung und in der Region wurde das Kloster Hirsau der Hauptstützpunkt der gregorianischen Partei in Deutschland.
Der Nellenburger Graf Eberhard, wechselte von den ihn zuvor begünstigenden Kaisern Heinrich III. und Heinrich IV. mit seiner Gründung des Klosters Allerheiligen zur päpstlichen Partei. Burkhard setzte seine Parteinahme fort und geriet insbesondere mit dem auf kaiserlicher Seite stehenden Kloster St. Gallen mit Abt Ulrich (ab 1077–1121) an der Spitze in Konflikt.

### Konflikt mit dem Kloster St. Gallen
„1084 wurde auf der Synode von Konstanz der sich im Gefolge von Abt Wilhelms von Hirsau befindliche Gebhard von Zähringen zum Bischof von Konstanz gewählt [… –] ein Mönch aus Hirsau, klar auf gregorianischer Seite stehend. […] Es folgten kriegerische Auseinandersetzungen zwischen Bischof Gebhard III. von Konstanz, unterstützt von Abt Ekkehard von der Reichenau, einem Bruder des Grafen Burkhard von Nellenburg, und dem Kloster St. Gallen.“
Dabei überfiel Graf Burkhard 1084 das kaisertreue Kloster St. Gallen und schädigte es schwer. 1087 bestätigte Burkhard die Vergabung seiner Eltern an das Kloster Allerheiligen.
Papst Urban II. bestätigte 1092 und 1095 auf Burkhards und Abt Siegfrieds Bitte die Freiheiten von Allerheiligen. 1095 wurde dabei auch Grafenhausen als Besitztum des Klosters bestätigt.
„Zu Beginn der Neunzigerjahre verlor die päpstliche Partei in Süddeutschland an Boden. Für Allerheiligen […] spitzte sich die Lage derart bedrohlich zu, daß Abt Siegfried 1093 […] ein Klösterchen östlich von Limoges erwarb, um notfalls mit seinen Mönchen dahin auszuwandern.“
Doch profilierte sich Graf Burkhard weiterhin „so deutlich auf päpstlicher Seite, daß es nicht erstaunt, daß er die Grafschaft Nellenburg verlor. Wie weit sein Besitz geschmälert wurde, ist unklar, rechtzeitig hat er offenbar noch wesentliche Teile davon dem Kloster übermacht und führte fortan“, wie das Stifterbuch [Kap. 45] berichtet, „ein gar demütiges, einfaches Leben“.

### Letzte Aktivität und Rückzug ins Kloster
Nach dem Tod Abt Siegfrieds 1096 wird Graf Burkhard im Zusammenhang mit weiteren Äbten nicht mehr genannt – es hat den Anschein, als ob er in den späteren Klosterjahren noch einen Ausgleich mit den Zähringern fand:
„Eine Urkunde Graf Burkhards von Nellenburg für das Kloster Allerheiligen vom Februar 1100“ erwähnt Thomas Zotz, wobei „an der Spitze der Zeugenliste Herzog Bertold von Zähringen, gefolgt von Markgraf Hermann von Limburg (steht).“

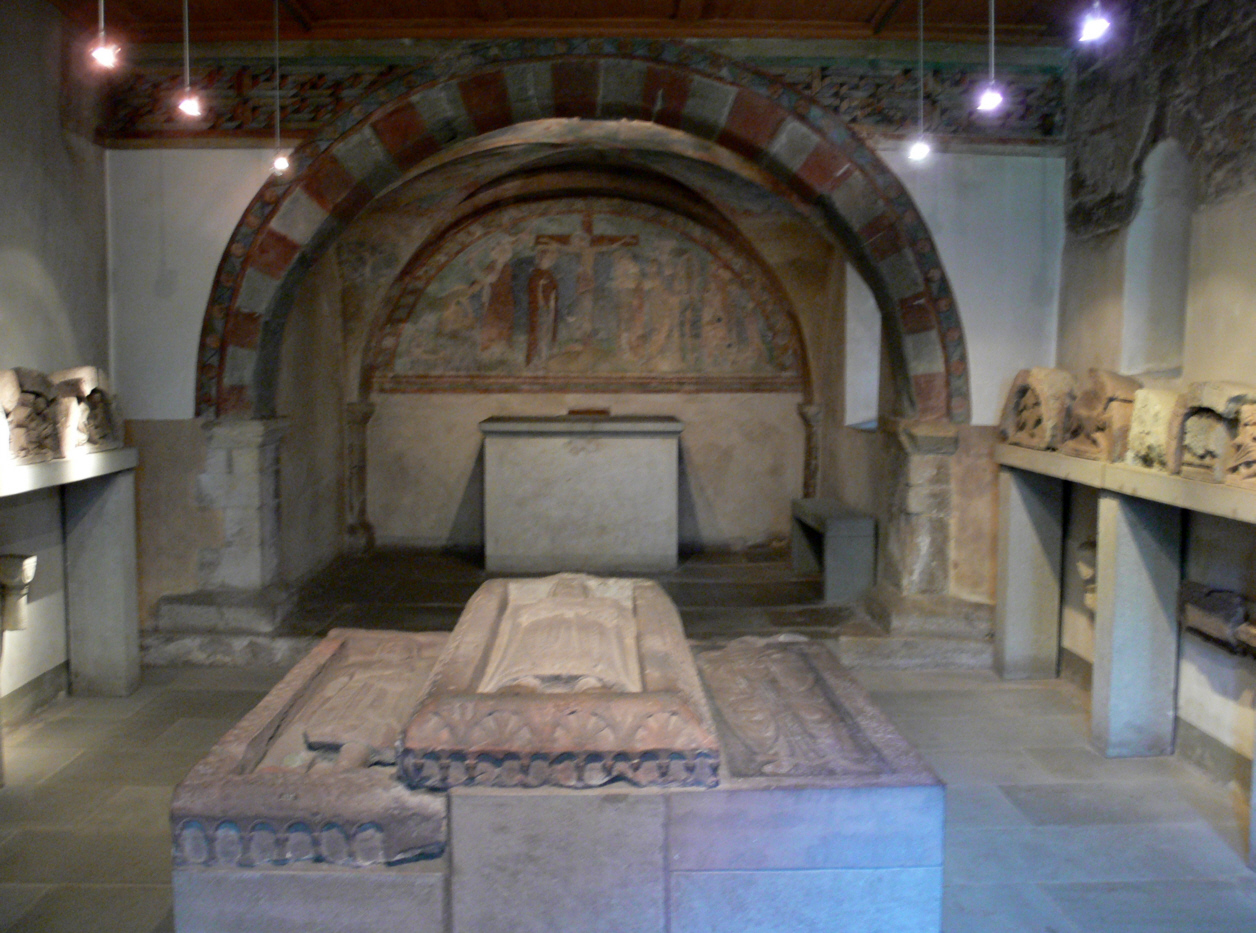
Die originalen Grabplatten von Eberhard, Ita und Burkhard aus dem Münster Allerheiligen, heute in der Eberhardskapelle

## Tod Graf Burkhards
Burhardt starb am 21. Januar 1101: „Das Todesdatum […] ist dem Necr. S. Agnet. Scafh., 8, 25, zu entnehmen. Daß es der 21. Januar 1101 ist, wird belegt von LIEB, Das Todesjahr Burkhards von Nellenburg und die Meraldusurkunden, 39 ff. Zum Grab Burkhards vgl. LIEB, Zu den Stiftergräbern, 123 f.“ Thomas Zotz gibt das Todesdatum 1102 an.

### Aufteilung von Besitz und Vermögen
„Die Burg Teck […] gehörte vermutlich zu jenen Gütern bei Kirchheim und Nabern, die Bertold II. nach dem Tod Graf Burkhards von Nellenburg (1102) erbrechtlich beanspruchte. […] In der schriftlichen Überlieferung begegnet die Burg erstmals 1152 als Pfandobjekt an die Zähringer.“
Nellenburger Gut bei Winterthur ging über Irmengard, Tochter Graf Eberhards und Gattin Diethelms II. von Toggenburg an die Grafen von Toggenburg.